# Мурфілд-Стейшен (Вірджинія)
Мурфілд-Стейшен (англ. Moorefield Station) — переписна місцевість (CDP) в США, в окрузі Лаудун штату Вірджинія. Населення — 77 осіб (2010).

## Географія
Мурфілд-Стейшен розташований за координатами 38°59′59″ пн. ш. 77°29′36″ зх. д. / 38.99972° пн. ш. 77.49333° зх. д. (38.999854, -77.493298).  За даними Бюро перепису населення США в 2010 році переписна місцевість мала площу 3,00 км², з яких 2,99 км² — суходіл та 0,00 км² — водойми.

## Демографія
Згідно з переписом 2010 року, у переписній місцевості мешкало 77 осіб у 31 домогосподарстві у складі 20 родин. Густота населення становила 26 осіб/км².  Було 91 помешкання (30/км²).
Расовий склад населення:
| - 49,4 % — білих - 39,0 % — азіатів - 6,5 % — чорних або афроамериканців - 1,3 % — корінних американців |

До двох чи більше рас належало 3,9 %. Частка іспаномовних становила 7,8 % від усіх жителів.
За віковим діапазоном населення розподілялося таким чином: 27,3 % — особи молодші 18 років, 72,7 % — особи у віці 18—64 років, 0,0 % — особи у віці 65 років та старші. Медіана віку мешканця становила 29,5 року. На 100 осіб жіночої статі у переписній місцевості припадало 126,5 чоловіків;  на 100 жінок у віці від 18 років та старших — 107,4 чоловіків також старших 18 років.
Середній дохід на одне домашнє господарство  становив 91 844 долари США (медіана — 100 238), а середній дохід на одну сім'ю — 106 029 доларів (медіана — 108 375). За межею бідності перебувало 1,2 % осіб, у тому числі 0,0 % дітей у віці до 18 років та 0,0 % осіб у віці 65 років та старших.
Цивільне працевлаштоване населення становило 414 особи. Основні галузі зайнятості: науковці, спеціалісти, менеджери — 25,4 %, публічна адміністрація — 22,2 %, освіта, охорона здоров'я та соціальна допомога — 13,8 %, транспорт — 8,5 %.